# ロプノールトラ
ロプノールトラ（羅布泊虎、Panthera tigris lecoqui、中: 新疆虎）は、かつて中華人民共和国のロプノールに生息していたトラの一亜種である。現在は絶滅したと考えられている。独立した亜種とされていたが、カスピトラと同一亜種と考えられることも多い。

## 形態
頬と体下面の毛も長い、後肢の外側の縞は茶色い、前肢の前側には縞が無い、冬毛が長く密生する、などカスピトラに似るが、本亜種のほうが色鮮やかで美しく、肩には毛房、短い鬣がある。